# Война, которая покончит с войнами

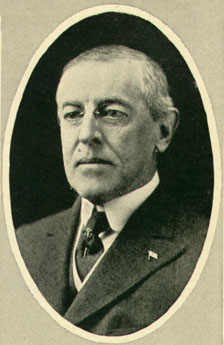
Вудро Вильсон, президент США, с которым часто ассоциируется эта фраза

«Война́, кото́рая поко́нчит с во́йнами» (англ. The War That Will End War) — термин, обозначающий Первую мировую войну, первоначально заглавие одноимённого  эссе Герберта Уэллса, опубликованного в 1914 году (русскоязычное название первого перевода 1915 года — «Меч мира», позднее в переводах использовалось нынешнее название). 
Первоначально идеалистический лозунг, в настоящее время используется в основном иронически, поскольку последствия этой войны непосредственно способствовали развязыванию ещё более разрушительной Второй мировой войны.

## Происхождение
В течение августа 1914 года, сразу после начала войны, британский писатель и общественный обозреватель Герберт Уэллс опубликовал в лондонских газетах ряд статей, которые впоследствии были изданы в виде книги под названием «Война, которая покончит с войнами». Он обвинил Центральные державы в развязывании войны и утверждал, что только поражение германского милитаризма может положить ей конец. Это выражение стало одним из самых распространённых речевых клише Первой мировой войны.

## Позднее использование
Во время Первой мировой войны эта фраза вызывала некоторый скептицизм. Когда стало очевидно, что война не смогла положить конец войне, фраза приобрела более циничный оттенок. Британский штабной офицер Арчибальд Уэйвелл, будущий фельдмаршал и вице-король Индии, сказал о Парижской мирной конференции:
После «войны с целью положить конец войне» они, похоже, довольно успешно в Париже заключили „Мир, чтобы положить конец Миру“.
Сам Уэллс использовал эту фразу иронически в романе «Балпингтон из Блэпа» (1932). Уолтер Липпманн написал в 1967 году в журнале Newsweek: «Заблуждение состоит в том, что какая бы война ни велась, мы ведем войну, чтобы положить конец войне». Президент США Ричард Никсон в своей речи «Молчаливое большинство» в 1969 году сказал: «Я не говорю, что война во Вьетнаме — это война, которая покончит с войнами». Песня Эрика Богла 1976 года «No Man’s Land» («Зеленые поля Франции»), адресованная могиле 19-летнего солдата на кладбище Первой мировой войны, содержит слова «Вы действительно поверили, что это война, которая покончит с войнами?».
С 1960-х годов альтернативная формулировка — «война, покончит со всеми войнами» — стала более популярной. «Война, которая покончит с войнами» — так называлась книга Лоуренса Столлингса 1959 года. Это также было названием главы американского школьного учебника истории 1956 года The American Pageant и оно сохранялось до 15-го издания в 2013 году. Однако выражение использовалось и более поздними авторами, такими как Эдвард Коффман (1968), Рассел Фридман (2010) и Адам Хохшильд (2011).
Группа «Sabaton» выпустила песню «The End of the War to End All Wars» в альбоме The Great War 2019 года, а следующий альбом группы получил название The War to End All Wars.